# Вестлејк Корнер (Вирџинија)
Вестлејк Корнер (енгл. Westlake Corner) насељено је место без административног статуса у америчкој савезној држави Вирџинија.

## Демографија
По попису из 2010. године број становника је 976, што је 77 (8,6%) становника више него 2000. године.
| Група             | 2000.       | 2010.       |
| Белци             | 861 (95,8%) | 937 (96,0%) |
| Афроамериканци    | 23 (2,6%)   | 10 (1,0%)   |
| Азијати           | 3 (0,3%)    | 7 (0,7%)    |
| Хиспаноамериканци | 7 (0,8%)    | 10 (1,0%)   |
| Укупно            | 899         | 976         |